# Mehmed II Zdobywca
Mehmed II Zdobywca (ur. 30 marca 1432 w Adrianopolu, zm. 3 maja 1481), ‏محمد الفاتح‎ (Mehmed al-Fatih) – sułtan z dynastii Osmanów, panujący w latach 1444–1446 i 1451–1481. Zasłynął jako zdobywca Konstantynopola. Odbudował miasto i uczynił je stolicą imperium osmańskiego.

## Życiorys
Urodził się jako trzeci z synów Murada II i Hümy Hatun. Początkowo nie był brany pod uwagę w kwestii następstwa tronu, jako że ojciec promował pierworodnego Ahmeda i w szczególności Alâaddina. Po śmierci Ahmeda (w 1437 roku) i Alâaddina (w 1443 roku), Mehmed (zwany także Muhammadem II) został jedynym następcą tronu.
Pierwsze dwa lata życia spędził w pałacu w Edirne. Jeszcze jako dwulatek został wysłany do Amasyi, gdzie rozpoczął edukację do ewentualnego sprawowania władzy w prowincji rządzonej przez brata Ahmeda. Po śmierci Ahmeda zarządcą prowincji został Alâaddin, a po śmierci ostatniego z braci Mehmed został wezwany do Edirne, gdzie odtąd miał uczyć się sprawowania władzy bezpośrednio od ojca. W tym okresie sprawiał ojcu problemy, gdyż oprócz dużej inteligencji, okazywał również krnąbrność i nieposłuszeństwo. Początkowo niechętny nauce, z czasem zaczął przyswajać wiedzę, opanowując m.in. języki arabski, grecki, łaciński oraz jeden ze słowiańskich. Studiował również religie, w tym z dużym zainteresowaniem uczył się na temat chrześcijaństwa.
W 1444 roku Mehmed II został nowym władcą po abdykacji jego ojca Murada II. Zmiana panującego związana była z powstaniem w Anatolii, kierowanym przez beja Karamanu, które Murad zdecydował się osobiście stłumić, a chcąc umocnić pozycję syna podczas tej nieobecności, zrezygnował z tronu, przekazując go Mehmedowi, jako że wynegocjował 10-letni rozejm z państwami chrześcijańskimi, który oddalił groźbę krucjaty. Opiekunem 12-letniego władcy został wezyr Halil Pasza.
Objęcie tronu przez małoletniego Mehmeda skłoniło papieża do zwolnienia króla Polski i Węgier Władysława z przysięgi dotrzymania rozejmu. Armia krzyżowców we wrześniu przekroczyła graniczny Dunaj, a wenecka flota została wysłana do Cieśniny Dardanele, by zablokować odwrót armii Murada. Dodatkowo Bizantyńczycy uwolnili przetrzymywanego Orchana, pretendenta do osmańskiego tronu, a w europejskich prowincjach państwa wybuchły powstania. Splot tych wydarzeń wywołał panikę w stołecznym Edirne, która spowodowała, że część miasta spłonęła w pożarze, gdy muzułmańska ludność zaczęła uciekać do Anatolii.
Murad II wynegocjował w tej sytuacji pokój z bejem Karamanu i pośpieszył na zachód, przekraczając Dardanele. Ponieważ cieśninę blokowali Wenecjanie, Murad opłacił przewiezienie armii u Genueńczyków i 10 listopada 1444 roku pokonał krzyżowców pod Warną. Zaraz po bitwie Murad II ponownie wyjechał do Anatolii, pozostawiając państwo pod panowaniem syna.
Już w 1445 roku Mehmed II zaczął planować zdobycie Konstantynopola, co miało wyeliminować zagrożenie z tej strony. Wojny obawiał się jednak wezyr Halil Pasza, który dla zapobieżenia konfliktowi zdołał wzniecić bunt janczarów, a jednocześnie prosił Murada II o powrót, który spotkał się z żywiołową aprobatą ludności i janczarów. W następnych latach Mehmed II żył w cieniu ojca, który sprawował pełnię władzy. W 1448 roku towarzyszył ojcu podczas II bitwy na Kosowym Polu.
Władzę nad imperium Mehmed odzyskał, kiedy Murad umarł w lutym 1451 roku. Wtedy Mehmed rozkazał zabicie pozostałych braci i ich żon, aby nie stanowili zagrożenia dla nowego władcy. W tym samym roku sułtan rozpoczął przygotowania do podbicia Konstantynopola, w tym celu wzniósł twierdzę Rumeli Hissar (Europejski Zamek, zwany też z racji swojego przeznaczenia Bogaz Kesen, czyli Podrzynająca Gardło) nad Bosforem (naprzeciwko wzniesionej przez Bajezyda I twierdzy Anadolu Hissar). Dziś na cieśninie stoi most między europejską a azjatycką częścią Stambułu.

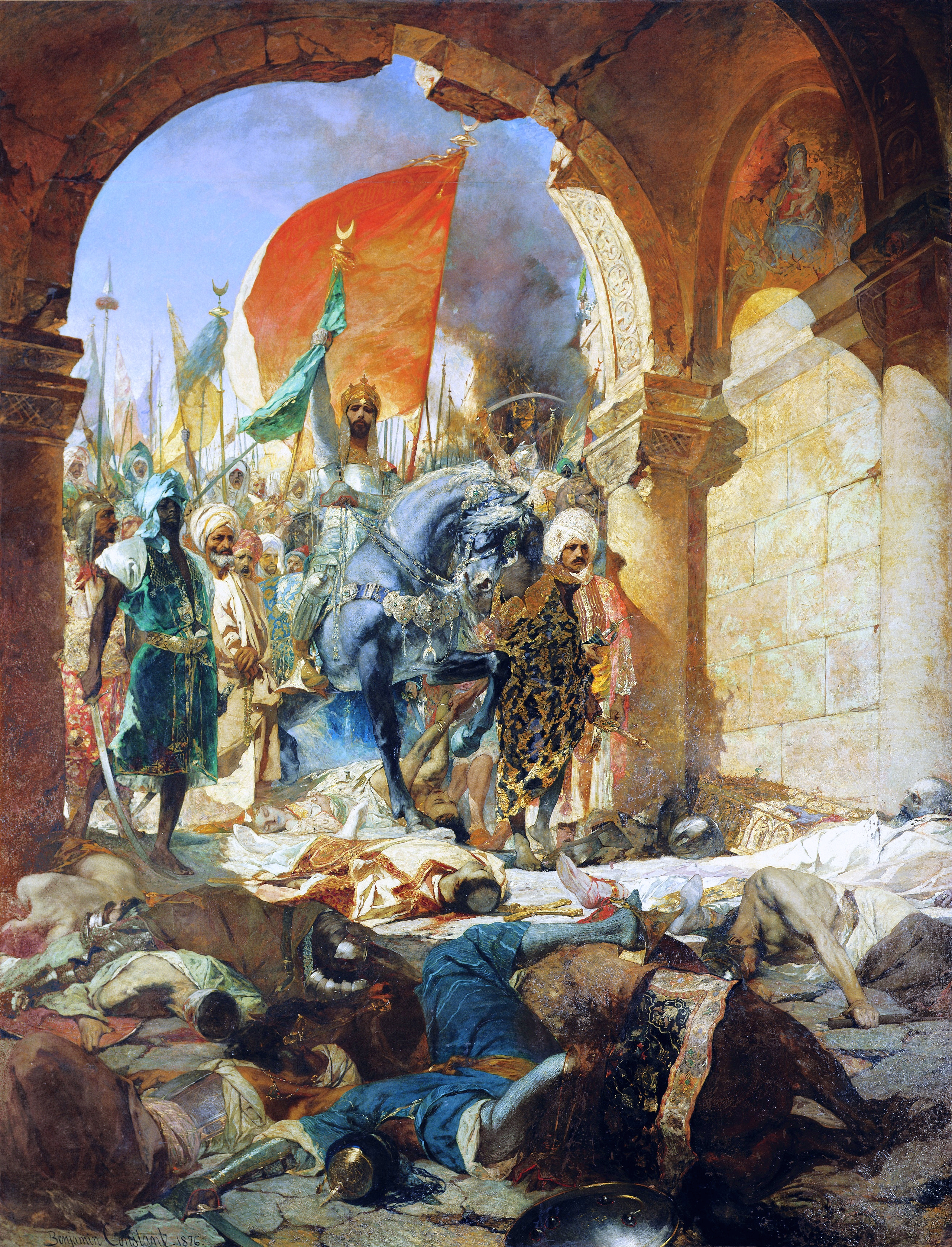
Mehmed II wkracza do Konstantynopola

W 1452 roku jego wojska bezskutecznie próbowały zaatakować Albanię. Natomiast rok później finalnie udało mu się zdobyć Konstantynopol kończąc erę Cesarstwa Bizantyjskiego. Wtedy też przeniósł stolicę z Edirne do Konstantynopola. Po tym wydarzeniu Mehmed zyskał przydomek Zdobywca (al-Fatih). Następne lata jego panowania były latami podbojów; sułtan zdobył tereny należące do Bizancjum, Wenecji i posiadłości w Morei (Peloponez). Wzmógł się napór wojsk osmańskich na Bałkanach, choć nie udało mu się zdobyć Belgradu. W 1459 roku zdobyta została przez Mehmeda Serbia, a dwa lata później Bośnia. Ziemie te stały się prowincjami Imperium osmańskiego. Mehmed Zdobywca próbował podporządkować sobie Trapezunt (co udało mu się w 1461 roku), Wołoszczyznę (w 1476 roku), Albanię i Mołdawię (którą również pokonał w 1468 roku). Rozegrała się wtedy też bitwa między Mehmedem a wodzem Skanderbegiem, która skończyła się porażką dla imperium osmańskiego. W 1473 pokonał w bitwie pod Başkentem turkmeńskie państwo Ak Kojunlu. W Mołdawii sułtan pokonał w bitwie pod Valea Albă 26 lipca 1476 roku Stefana III Wielkiego. W 1475 roku uzależniony od Imperium został Chanat krymski i miasto Kaffa (znajdujące się pod opieką genueńską). Niedługo po tym Mehmed zniszczył emirat Karamanidów.
Później zaatakowana została Italia i podbito na krótko Otranto. Turcy prowadzili również regularne najazdy akindżich na Styrię i Karyntię.
W maju 1480 roku, Mehmed II wysłał wielką armię na wyspę Rodos w celu zniszczenia odwiecznego wroga islamu – zakonu joannitów. Po 89 dniach bitwy o Rodos muzułmanie wycofali się. Ich klęska przeszkodziła w planowanym podboju całej Italii. Wyspa Rodos pozostała w rękach joannitów do 1523 roku, kiedy po półrocznym oblężeniu podbiły je wojska osmańskie pod wodzą Sulejmana I.
W ostatnich latach Mehmed II Zdobywca cierpiał na podagrę i reumatyzm. Zmarł prawdopodobnie z powodu niedrożności jelit, gdy jego lekarz Hamideddin z Laru, podawał mu leki na kolkę. Istnieje możliwość, że niewłaściwe leki podano sułtanowi celowo. Śmierć nastąpiła 3 maja 1481 roku ok. godz. 16:00 w obozie wojskowym pod Gebze, w miejscu zwanym Cesarską Łąką (Hünkar Cayiri), podczas przygotowań do wyprawy mającej na celu podbić Egipt. Pochowany został w Stambule w meczecie Fatih, wzniesionym w latach 1463–1470 z rozkazu Mehmeda. Na grobowcu Mehmeda umieszczony został (z jego własnego rozkazu) napis: „Zamierzałem podbić Rodos i podporządkować sobie Italię”.
Po jego śmierci władzę nad Imperium Osmańskim przejął Bajazyd II, przeciwko któremu bezowocnie usiłował spiskować brat Cem.
Mehmed podczas swojego trzydziestoletniego panowania stał się głównym twórcą Imperium osmańskiego, stworzył regularną armię turecką i kodeks prawny „Kanunname”. Ustanowił zasady funkcjonowania administracji państwowej i miejskiej oraz organizacji handlu. W chwili śmierci jego państwo miało powierzchnię 2 214 000 kilometrów kwadratowych.

## Życie prywatne
Źródła historyczne podają, że Mehmed II nie przepadał za kobietami i przedkładał politykę nad haremowe plotki. Historiografia wskazuje również niedwuznacznie, że nie stronił od mężczyzn. Miał jedną wielką słabość – swój pałacowy ogródek. Podobno zajmował się nim tylko on i nikomu nie pozwalał się do niego zbliżać. Opieka nad wyhodowanymi przez siebie samego roślinami dawała mu ogromną satysfakcję.